# Rondibilis plagiata
Rondibilis plagiata är en skalbaggsart som beskrevs av Charles Joseph Gahan 1894. Rondibilis plagiata ingår i släktet Rondibilis och familjen långhorningar.
Artens utbredningsområde är:
- Laos.
- Myanmar.

Inga underarter finns listade i Catalogue of Life.